# Diocesi di Termini Imerese
La diocesi di Termini Imerese (in latino Dioecesis Himerensis) è una sede soppressa e sede titolare della Chiesa cattolica.

## Storia
Termini Imerese fu un'antica sede vescovile della Sicilia. A partire dal VII secolo fu introdotta la liturgia in rito greco; nel IX secolo le Notitiae Episcopatuum del patriarcato di Costantinopoli l'annoverano fra le sedi suffraganee di Siracusa.
La cronotassi dei vescovi di Thermae Himerenses risulta incompleta e confusa con un'altra sede omonima menzionata dalle fonti (Thermas Selinuntias). Il primo vescovo attribuito, con il beneficio del dubbio, a questa sede è Elpidio, che avrebbe preso parte al Concilio di Calcedonia nel 451. Due sono i vescovi certi di questa diocesi, Pasquale e Giovanni, che presero parte ai concili romani del 649 e del 680. Un quarto vescovo, Giorgio, avrebbe preso parte al concilio di Nicea del 787, ma l'attribuzione della sede di appartenenza è controversa.
La sede vescovile rimase a Termini Imerese fino all'avvento dei Normanni.
Dal 1968 Termini Imerese è annoverata tra le sedi vescovili titolari della Chiesa cattolica; dal 30 aprile 2024 il vescovo titolare è Alfonso Raimo, vescovo ausiliare di Salerno-Campagna-Acerno.

## Cronotassi

### Vescovi
- Elpidio ? † (menzionato nel 451)
- Pasquale † (menzionato nel 649)
- Giovanni † (menzionato nel 680)
- Giorgio ? † (menzionato nel 787)

### Vescovi titolari
- Antonio Maria Travia † (16 dicembre 1968 - 5 febbraio 2006 deceduto)
- Jean-Yves André Michel Nahmias (1º giugno 2006 - 9 agosto 2012 nominato vescovo di Meaux)
- Paolo Giulietti (30 maggio 2014 - 19 gennaio 2019 nominato arcivescovo di Lucca)
- Marco Salvi (15 febbraio 2019 - 11 novembre 2022 nominato vescovo di Civita Castellana)
- Alfonso Raimo, dal 30 aprile 2024